# Otočić Kuvrsada
Otočić Kuvrsada är en ö i Kroatien.   Den ligger i länet Istrien, i den västra delen av landet, 200 km väster om huvudstaden Zagreb.
Ön Kuvrsada är en del av turistkomplexet Koversada Park Camping Resort. Denna resort är uppdelad i två delar: Koversada Uncovered Naturist Kamp, avsedd för naturister, och Koversada Covered Kamp, som är för så kallade "klädda gäster".
Ön är historiskt viktig eftersom den anses vara naturismens vagga vid Adriatiska havet, men idag tillhör den "klädda" delen av campingen. På ön finns tomter tillgängliga för gästerna, och motorfordon är inte tillåtna. Den är ansluten till fastlandet med en bro.